# Marc Smith

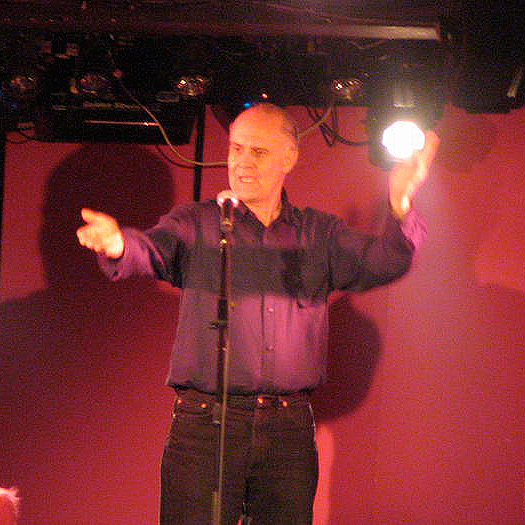
Marc Smith, März 2009

Marc Kelly Smith (* 1949 in Chicago) ist ein US-amerikanischer Dichter und gilt als Gründervater der weltweiten Poetry-Slam-Bewegung.

## Leben
Marc Smith wurde 1949 geboren und wuchs im Südosten von Chicago auf, einer Industrie- und Arbeitergegend, die historisch stark von europäischen Einwanderern geprägt war. Er arbeitete einen Großteil seines Berufslebens in der Bauwirtschaft, schrieb aber seit seinem 19. Lebensjahr Gedichte.

## Uptown Poetry Slam
Sein Wirken als Literaturveranstalter und Moderator begann Marc Smith 1984 mit der Open Mic-Veranstaltungsreihe Monday Night Poetry Reading in einem Lokal namens Get Me High-Lounge im Chicagoer Stadtviertel Bucktown. Hier fand auch im Jahre 1986 mit gleich gesinnten Autoren, dem sogenannten Chicago Poetry Ensemble, die erste Literaturveranstaltung im Format eines Poetry Slam statt. Sie glich zunächst eher einer Varieté-Veranstaltung als einem Wettbewerb. Noch im selben Jahr zog die Veranstaltungsreihe weiter in die Uptown gelegene Green Mill. Die seither dort als Uptown Poetry Slam stattfindende, jeweils dreistündige Veranstaltung besteht aus drei Teilen: zunächst einem Open Mic, dann der Präsentation von features poets bzw. Gastautoren und schließlich dem eigentlichen Poetry Slam. Der Uptown Poetry Slam ist die am längsten laufende, wöchentliche Poetry-Show Amerikas.
Von Chicago aus verbreitete sich die Slam-Bewegung binnen weniger Monate zunächst nach San Francisco und New York und schließlich durch die ganzen USA. Inzwischen finden Poetry Slams rund um den Globus in über 500 Städten statt.

## Werk
Smith hat zwei eigene Gedichtbände und mehrere Bücher über die Slam Bewegung veröffentlicht. Seine Arbeit als Dichter und als Literaturveranstalter ist geprägt von einem linkspolitischen Standpunkt und steht damit in einer sozialkritischen Tradition Chicagoer Autoren wie Theodore Dreiser, Carl Sandburg oder Nelson Algren. Marc Smith unternimmt häufig Poetry-Tourneen in den USA und im Ausland. Zu seinen Programmen gehört auch eine Show mit dem Titel Sandburg to Smith-Smith to Sandburg, bei der er Gedichte beider Autoren mit Live-Jazz verbindet. Seine Intention wurde in einer literaturgeschichtlichen Darstellung der Slam-Szene folgendermaßen beschrieben:

„Extremely well-read and a disciplined, passionate writer, Smith did not think of poetry as something lofty, a refined ideal that people should strive to achieve. Rather, he believed that poetry should reflect the core of one's being, that it was a raw part of humanity, and that a poet had to be both fearless and dogged to tackle it properly. His dedication to this belief was so evident that when Smithsonian magazine covered the poetry slam phenomenon in their September 1992 issue, the reporter described Smith as almost visionary on the need to rescue poetry from its lowly status in the nation’s cultural life.“

„Als außerordentlich belesener, disziplinierter und leidenschaftlicher Schriftsteller, versteht Smith die Poesie nicht als etwas Erhabenes, nicht als raffiniertes Ideal, zu dem sich Menschen strebend bemühen sollten. Vielmehr glaubte er, dass Poesie als unverfälschter Teil von Menschsein den Kern des eigenen Selbst reflektieren solle, und dass ein Dichter gleichermaßen furchtlos und hartnäckig sein müsse, um dieses richtig anzupacken. Seine Hingabe für diese Überzeugung war völlig offenkundig, denn als das Smithsonian Magazin dem Poetry Slam Phänomen in ihrer September-Ausgabe 1992 eine Berichterstattung widmete, beschrieb der Reporter Smith als ‚geradezu visionär in dem Bedürfnis, die Poesie aus ihrem niedrigen Ansehen im nationalen Kulturleben zu retten‘.“

Marc Smith vertritt die Position, den Poetry Slam als genuin demokratisches Literaturformat zu schützen und allen gesellschaftlichen Gruppen eine Teilnahme- und Teilhabemöglichkeit zu ermöglichen. Aus dieser Perspektive hat sich Smith des Öfteren vehement gegen Ausbeutung der Szene durch wirtschaftliche Interessen, Corporate Sponsorings oder Filmangebote ausgesprochen.

## Bücher und CDs
- Quarters in the Jukebox, Publisher EM Press (www.em-press.com), CD, 2006
- The Spoken Word Revolution Redux, Publisher Sourcebooks Publishing, 2006
- The Complete Idiot's Guide to Slam Poetry, Penguin/Alpha Press, 2004
- The Spoken Word Revolution, 2003, Sourcebooks Publishing, 2003
- Crowdpleaser, Publisher Jeff Helgeson, 1996
- By Someone's Good Grace, Splinter Group Chicago, CD 1993

## Filmographie
- SlamNation – 1998, Regisseur: Paul Devlin
- Sunday Night Poets – 2002, directed by David Rorie, Pugi Films, Vertrieb: National Film Network